# 滝薬師

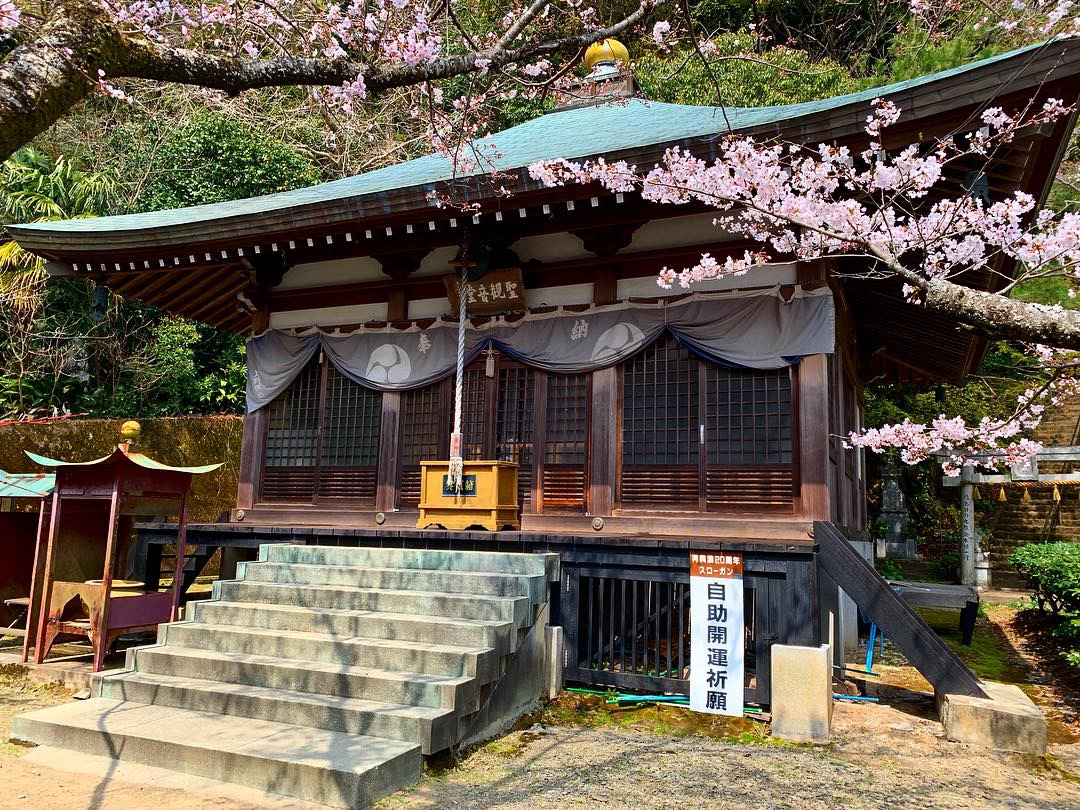
聖観音堂

滝薬師（たきやくし）は、徳島県徳島市眉山町にある高野山真言宗の寺院である。山号は大滝山。院号は常慶院。本尊は薬師如来。とくしま市民遺産選定。

## 歴史
1598年（慶長3年）に、蜂須賀家政の本願により創建。開運の寺として栄えたが、1945年の徳島大空襲で廃墟と化す。1958年（昭和33年）に再建し、現在に至る。
滝薬師の裏手の石段を登った先には同じく空襲で焼失した大滝山三重塔があったが、現在は聖観音堂となっている。参道には眉山の滝とも呼ばれる白糸の滝があり、名前の由来となっている。この界隈一帯はとくしま市民遺産に指定されている。

## 行事
- 節分星まつり - 2月3日

## 交通
- JR徳島駅より徒歩約15分。